# Quartiers de Tel Aviv
La ville de Tel Aviv-Jaffa est divisée en neuf arrondissements administratifs. La division en arrondissements est numérotée en partant du nord de la ville vers le sud. Chacun des arrondissements comporte plusieurs quartiers.

## Quartiers nord
Les quartiers au nord du Yarkon sont divisés en 2 arrondissements par la voie rapide Ayalon :
- arrondissement 1 au nord-ouest
- arrondissement 2 au nord-est

### Arrondissement 1
Ses principaux quartiers sont
- Ramat Aviv
- Ezorei 'Hen
- Afeqah
- Kokhav haTsafon (Etoile du Nord)
- Tokhnit Lamed (Plan L)

Les principaux lieux d'intérêts sont :
- l'Université de Tel Aviv
- le Parc ha-Yarkon
- l'aéroport de Sdé Dov
- le parc des Expositions
- le Musée d'Eretz Israel

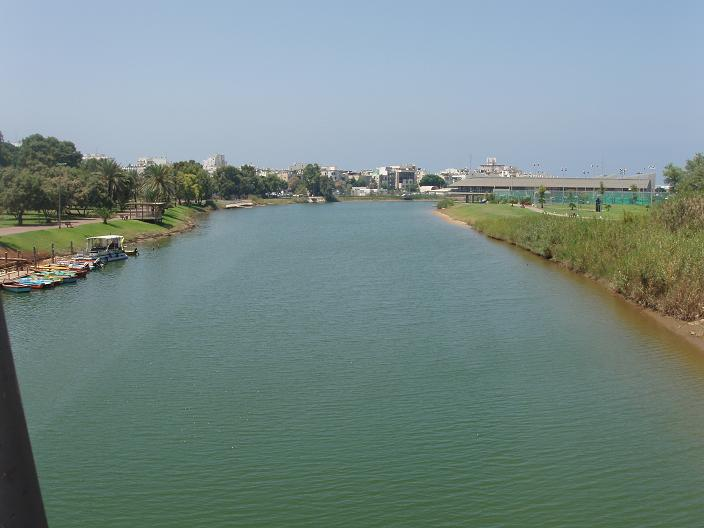
le Yarkon

Population : 49 095 habitants (12,9 % de la population totale de Tel Aviv)

### Arrondissement 2
L'arrondissement nord-est est principalement constitué de quartiers résidentiels.
Ses quartiers sont
- Ramat ha-Hil (les hauteurs de la Brigade juive)
- Néot Afeqah
- Hadar Yosef
- Maoz Aviv
- Tsahalah
- Ganéi Tsahalah
- Shikoun Dan
- Tel Baroukh
- Shkounat Ravivim
- Neveh Sharett
- ha-Mishtalah (la Plantation)

Population : 48 356 habitants (12,7 % de la population totale de Tel Aviv)

## Centre
Le centre de Tel Aviv est divisé en 4 arrondissements qui sont délimités
- à l'ouest par le bord de mer
- à l'est par la voie rapide Ayalon
- au nord par le Yarkon
- au sud par l'axe constitué par les rues Harakévet, Begin et Eilat. Les arrondissements ouest 3 et 5 sont séparés des arrondissements est 4 et 6 par les rues Ibn Gabriol et Yéhoudah haLévi.

### Arrondissement 3

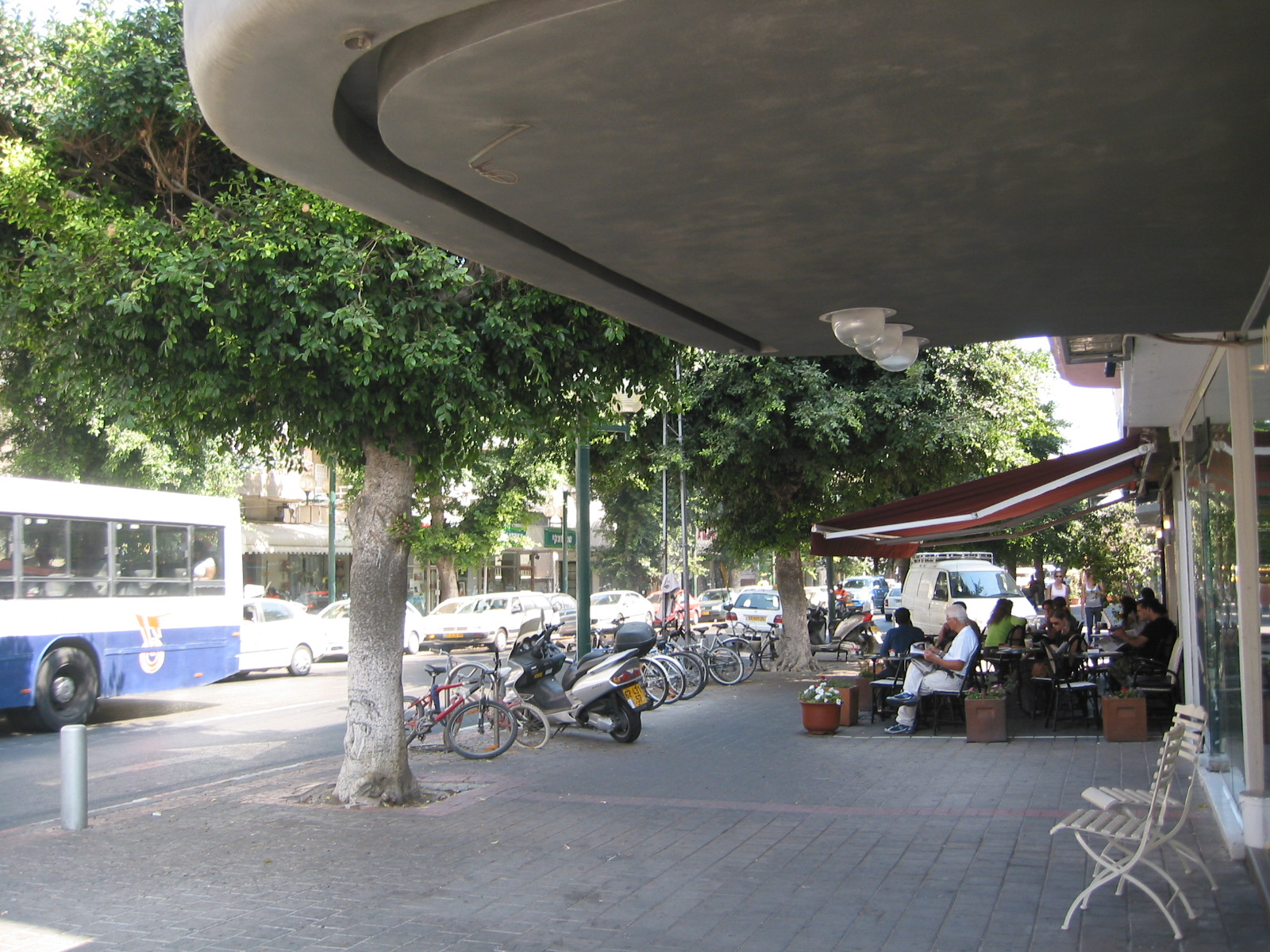
Café sur la rue Dizengoff

Cet arrondissement est aussi connu sous le nom de Vieux nord de Tel Aviv, bien que cette appellation ne s'applique en fait qu'à la partie nord de l'arrondissement. Il est limité au sud par la rue Bograshov et le boulevard Ben Zion. Bien qu'une grande partie de l'arrondissement soit résidentielle, des commerces et des lieux de divertissements sont disséminés dans tout le quartier, avec notamment des hôtels le long du bord de mer et de la rue ha-Yarkon, et le site du port de Tel Aviv.
Une grande partie de l'arrondissement 3 a été urbanisée dans les années 1930 et 1940 dans le cadre du programme Geddes pour le développement de la ville de Tel Aviv. C'est ainsi que l'essentiel de la Ville blanche de Tel Aviv se trouve dans ce quartier. Une petite partie se trouve aussi dans l'arrondissement 5.
Les principaux lieux d'intérêts sont :
- la place Tsinah Dizengoff et le centre Dizengoff.
- l'espace culturel Habimah
- la place Rabin
- le port de Tel Aviv
- l'espace Basel

Population : 54 105 habitants (14,5 % de la population totale de Tel Aviv)

### Arrondissement 4

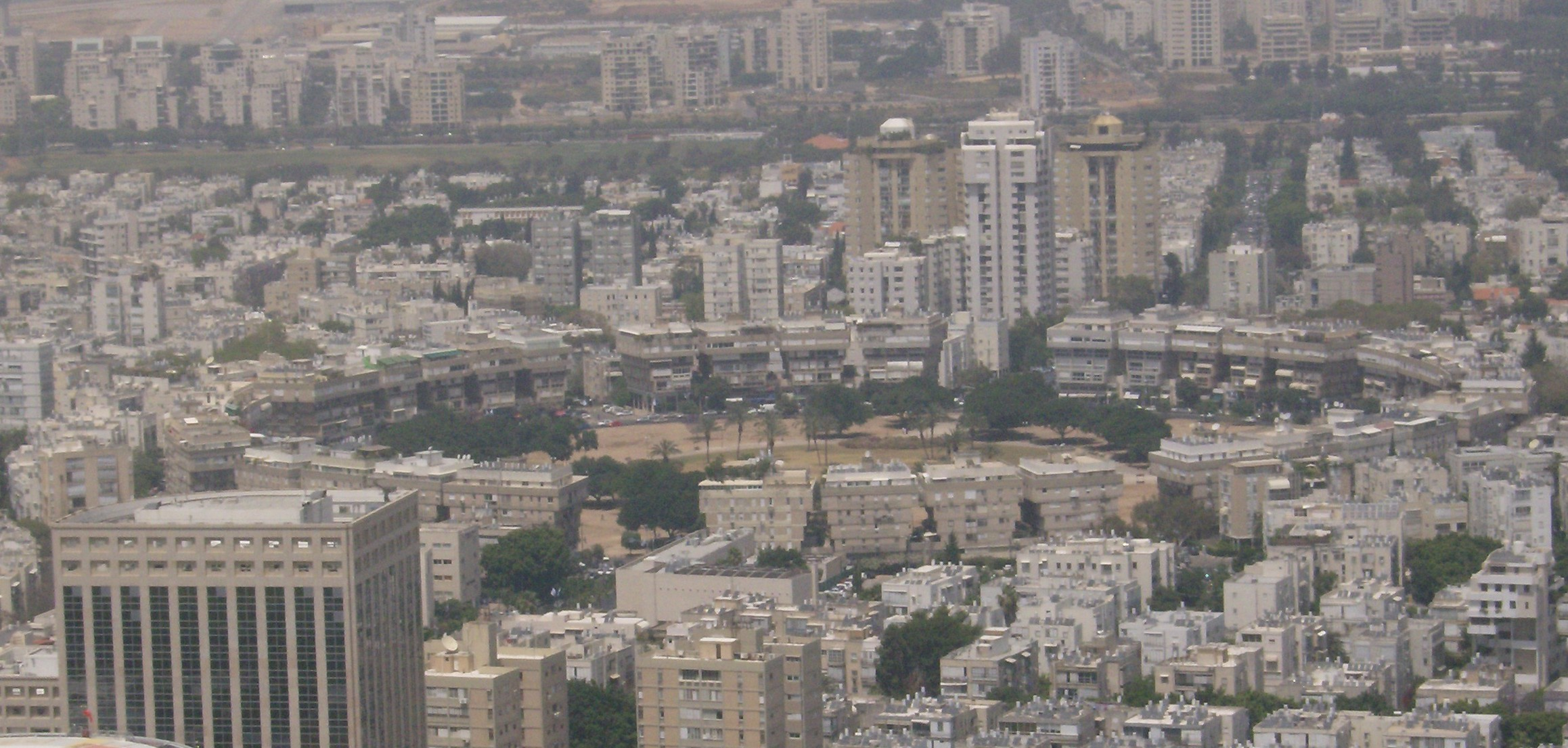
Kikar Hamedinah (la Place de l'Etat) vue depuis les tours Azriéli.

L'arrondissement 4 constitue le Nouveau Nord, par opposition au Vieux Nord, bien que cette appellation ne soit pas répandue. Il compte aussi les quartiers de
- Bavli
- Guivat Amal
- Park Tzameret

C'est dans cet arrondissement qu'on a construit les nouveaux quartiers de Tel Aviv après la création de l'état d'Israël.

## Quartiers sud
Les quartiers sud comprennent les arrondissements 7 et 8. L'arrondissement 7 englobe l'ancienne municipalité de Jaffa.

## Quartiers est
L'arrondissement sud-est 9 est situé à l'est de la voie rapide Ayalon et au sud de Guivataïm et de Ramat Gan. Il est constitué en grande partie de quartiers d'habitation et c'est le plus peuplé de Tel Aviv.